# Kalalè
Kalalè  ist eine Stadt, ein Arrondissement und eine 3.586 km2 große Kommune in Benin. Sie liegt im Département Borgou. 

## Demografie und Verwaltung
Das Arrondissement Kalalè hatte bei der Volkszählung im Mai 2013 eine Bevölkerung von 35.513 Einwohnern, davon waren 17.710 männlich und 17.803 weiblich. Die gleichnamige Kommune hatte zum selben Zeitpunkt 168.882 Einwohner, davon waren 84.078 männlich und 84.804 weiblich.
Die fünf weiteren Arrondissements der Kommune sind Basso (Benin), Bouka, Dèrassi, Dunkassa und Péonga. Kumuliert umfassen alle sechs Arrondissements 76 Dörfer.

## Wissenswertes
Durch die Stadt führt die Fernstraße RN10, die in nördlicher Richtung nach Ségbana führt und im weiteren Straßenverlauf nach Nigeria.